# Idiocera (Idiocera) pergracilis
Idiocera (Idiocera) pergracilis is een tweevleugelige uit de familie steltmuggen (Limoniidae). De soort komt voor in het Oriëntaals gebied.